# Lipowa (województwo świętokrzyskie)
Lipowa – wieś sołecka w Polsce położona w województwie świętokrzyskim, w powiecie opatowskim, w gminie Opatów.
W latach 1975–1998 miejscowość położona była w województwie tarnobrzeskim.
Przez wieś przechodzi  czerwony szlak rowerowy do Opatowa.
We wsi znajdował się Instytut Sadownictwa i Sadowniczy Zakład Doświadczalny.

## Części wsi
| SIMC    | Nazwa             | Rodzaj    |
| ------- | ----------------- | --------- |
| 0801600 | Lipowa Poduchowna | część wsi |

Lipowa Poduchowna w wieku XIX była samodzielną wsią. Została opisana w Słowniku geograficznym Królestwa Polskiego z roku 1884, ujęta w spisie powszechnym z roku 1921.

## Historia
Lipowa i Lipowa Poduchowna, obie wsie nad rzeką Lipową, w  powiecie opatowskim, gminie Opatów, parafii Ptkanów. W 1883 gruntu dworskiego było mórg 598, włościańskiego 114 mórg, domów było 16, mieszkańców 249. W 1827 r. 10 domów, 68 mieszkańców

Lipowa Poduchowna 6 domów, 52 mieszkańców. Lipowa stanowi własność instytutu św. Kazimierza w Warszawie. 

W XV w. dziedzicem był Domarad herbu Grzymała (Długosz L.B. t.II s,499).
Według spisu powszechnego z roku 1921 we wsi Lipowa spisano 18 domów i 119 mieszkańców, folwark Lipowa posiadał 2 domy i 53 mieszkańców. Istniała także wieś Lipowa Poduchowna z 6 domami i 44 mieszkańcami.